# 奇幻文化藝術基金會
財團法人奇幻文化藝術基金會，是台灣的文學組織，其宗旨為建構台灣奇幻文學環境。成立於2002年12月7日。舉辦的活動有頒布「奇幻藝術獎」（文藝獎項），讀書會，講座，電影播映，圖書、模型、角色扮演、紙牌遊戲的展售會（園遊會）等等。
該會成立時的資金來源是來自於在2002年朱學恆自己重新翻譯《魔戒》中文版的版稅所得500萬新台幣。
奇幻文化藝術基金會的網址原先是註冊在org.tw，並放置於台灣學術網路，但後來沒有續用原網址，改用新的fantasy.tw。

## 開放式課程計劃 OOPS

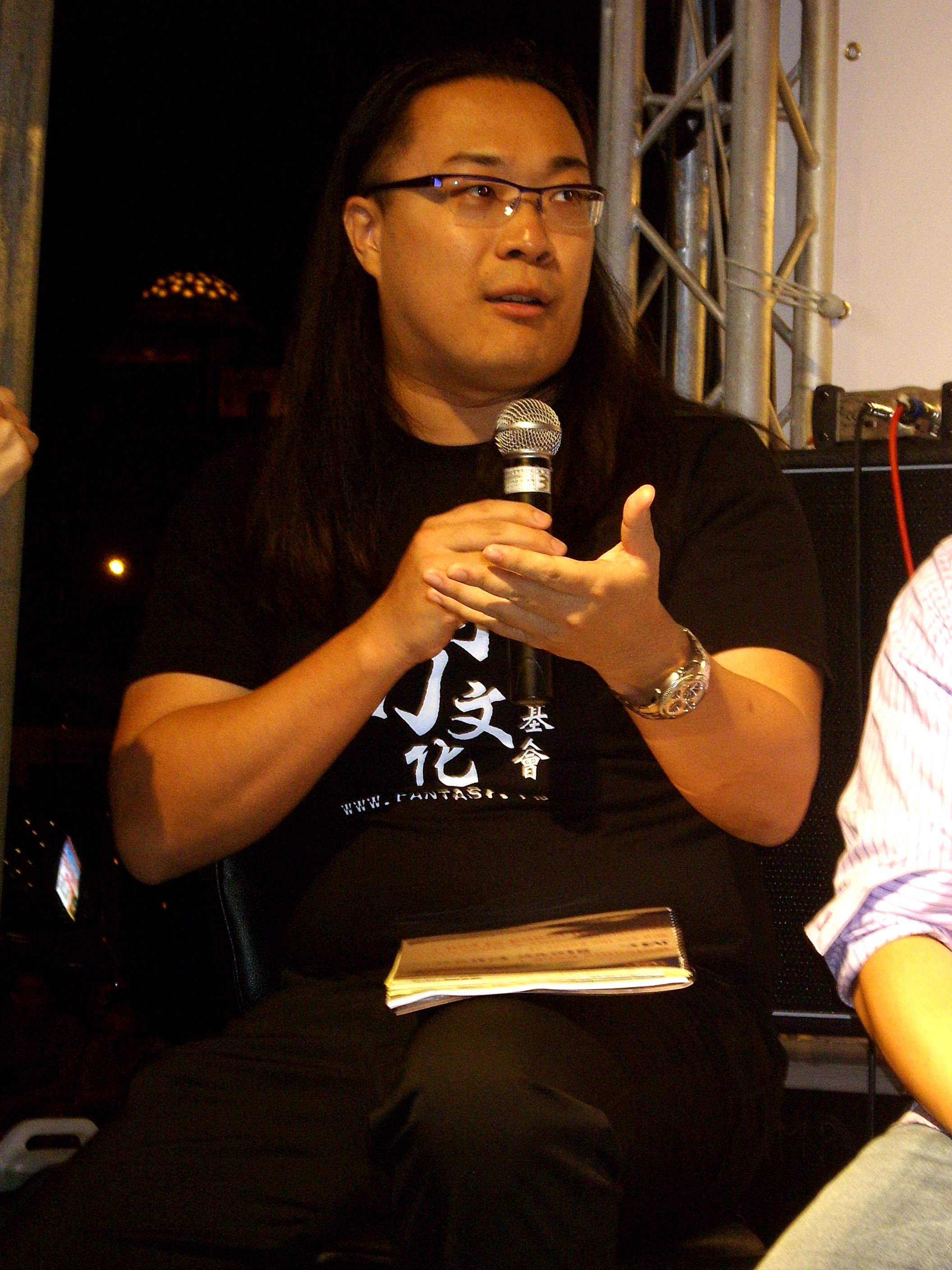
奇幻文化藝術基金會創辦人朱學恆。

該會也投入這個用「開放」的方式（類似開放原始碼）生產課程內容的計劃。目前主要工作是翻譯。該會投入的開端是自2004年3月開始的麻省理工學院開放式課程中譯計劃，至今又加入了約翰霍普金斯大學等其他學校的開放課程內容。該計劃採取帶有署名（CC-BY）、非商业用途（CC-BY-NC）條件的創意公用授權。
該會有與中央大學、清華大學自然語言實驗室簽約合作。

## 外部連結
- 奇幻文化藝術基金會（页面存档备份，存于）
- 開放式課程（页面存档备份，存于）